# ملعب موريس دوفراسن
ملعب موريس دوفراسن هو ملعب كرة قدم يقع في مدينة لييج البلجيكية . يسع الملعب لجلوس 30,143 متفرج . يعتبر الملعب الرسمي الذي يخوض فيه نادي ستاندارد لييج مبارياته . تم افتتاح الملعب في سنة 1909 .